# نيل كامبل (موسيقي)
نيل كامبل (بالإنجليزية: Neil Campbell)‏ هو موسيقي بريطاني، ولد في 19 مايو 1966.

## وصلات خارجية
- نيل كامبل على موقع ميوزك برينز (الإنجليزية)
- نيل كامبل على موقع ميوزك برينز (الإنجليزية)
- نيل كامبل على موقع ديسكوغز (الإنجليزية)